# Virtuoso

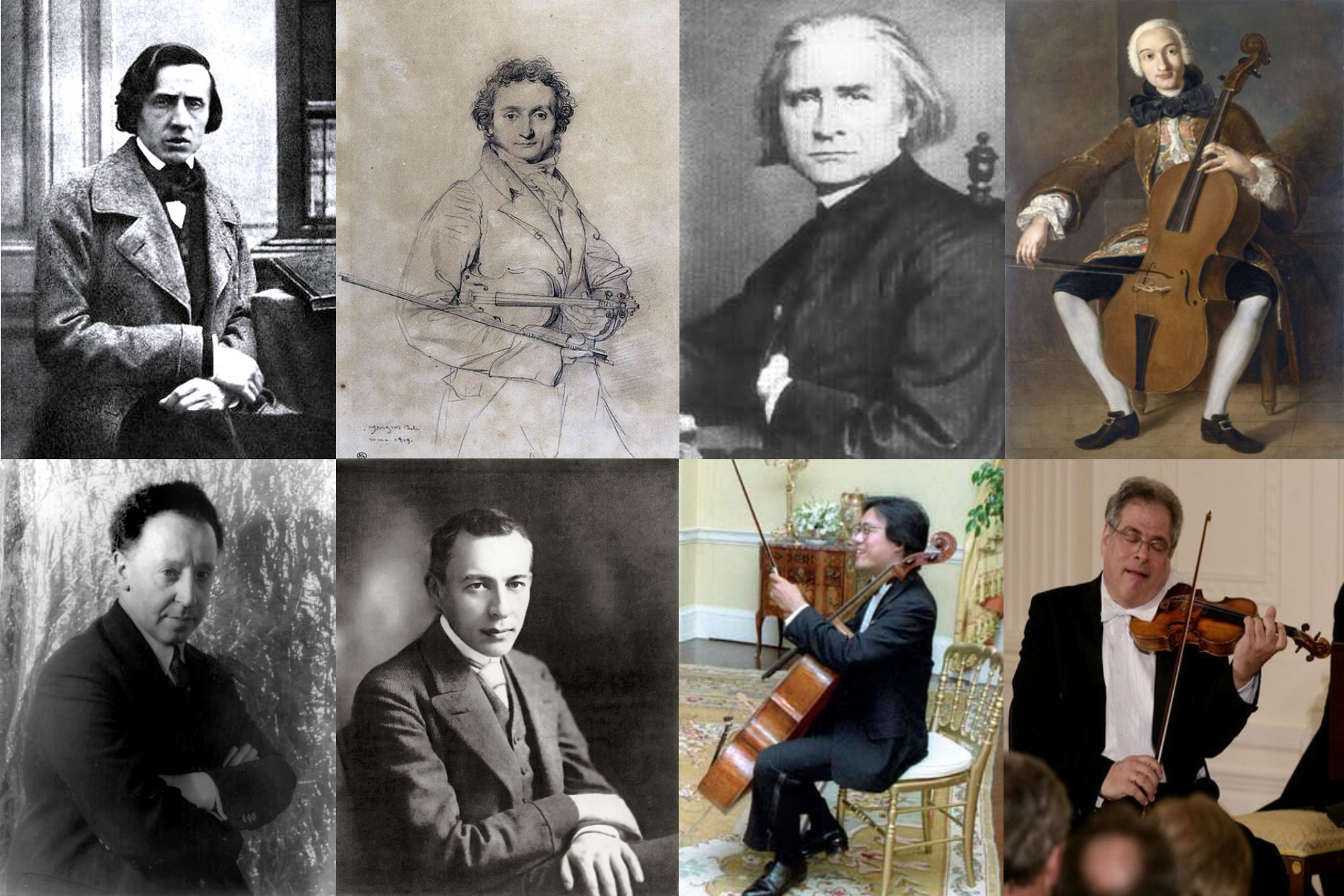
Exemplos de notáveis virtuosos de várias épocas.
Primeira fileira: Chopin, Paganini, Liszt, Boccherini.
Segunda fileira: Rubinstein, Rachmaninoff, Yo-Yo Ma, Perlman.

Um virtuoso (do latim tardio virtuosus, derivado de virtus, "virtude") é um indivíduo que possui uma habilidade fora do comum ao utilizar um instrumento musical, e consegue combiná-la com habilidades na técnica e na teoria musical. Os virtuosos são frequentemente compositores também. Durante a época da música barroca, muitos, senão todos, os compositores também eram virtuosos em seus respectivos instrumentos. Os virtuosos também são por vezes denominados virtuose, palavra da língua francesa com a mesma etimologia.

## História
O significado de virtuoso tem a sua origem na Itália dos séculos XVI e XVII, significando um termo honroso reservado às pessoas distinguidas em alguma área intelectual ou artística. O termo evoluiu com o tempo, alargando e simultaneamente estreitando as interpretações que tiveram mais ou menos uso. Originalmente um músico era honrado com a classificação sendo um compositor, teórico ou um famoso maestro, e mais importante de tudo, sendo um artista de grandes qualidades.
Nos séculos XVI e XVII viram o surgimento do termo, que começou a ser atribuído a um grande número de músicos sem qualquer consideração de mérito. Sebastien de Brossard no seu Dictionaire de Musique  aborda a palavra virtuoso pela sua origem no Latim virtu enfatizando o treinamento excepcional, especialmente a parte teórica. Esta posição foi também defendida por Johann Gottfried Walther em Musicalisches Lexicon (1732), dando mais valor ao teórico do a quem executa a música. Em Der brauchbare Virtuoso  (1720) Johan Matthenson mantém o respeito pelo tradicional "theoretische Virtuosen" (virtuoso teórico), mas também presta tributo ao "virtuosi prattici" (virtuoso prático).
Mas a ênfase ao virtuoso teórico também foi defendida por Johann Kuhnau no seu livro O charlatão músico (Der musikalische Quack-Salber, 1700), onde ele define "músico altamente dotado" ou "virtuoso prático" como sendo nada mais do que uma pessoa com grande prática.
Mais tarde, no século XVIII, o termo começou a ser usado para descrever o músico, instrumentista ou vocalista, que seguia uma carreira a solo.